# Leichtathletik-Länderkampf der Männer 1973 Sowjetunion – BR Deutschland
| 8. Leichtathletik-Länderkampf mit bundesdeutscher Beteiligung 1973 | 8. Leichtathletik-Länderkampf mit bundesdeutscher Beteiligung 1973 |
| ------------------------------------------------------------------ | ------------------------------------------------------------------ |
|                                                                    |                                                                    |
| Ländervergleich der Männer: Sowjetunion – BR Deutschland           |                                                                    |
| Austragungsort                                                     | Leningrad                                                          |
| Wettbewerbe                                                        | 21                                                                 |
| Datum                                                              | 16./17. Juni                                                       |
| 1. URS 2. FRG                                                      | 124 Punkte 096 Punkte                                              |
| Chronik                                                            |                                                                    |
| ← FRG-URS/FRG-POL 005kampf (F)                                     | URS-FRG (F) →                                                      |

Im achten Vergleich des Länderkampfjahres 1973 traten die bundesdeutschen Männer am 16./17. Juni wieder gegen die Sowjetunion an. Zuvor war es zu einer Begegnung der Zehnkämpfer gekommen und nun trafen die Sportler in einer Veranstaltung mit dem allgemeinen leichtathletischen Programm aufeinander. Austragungsort des Wettkampfs gegen eines der stärksten Leichtathletikteams Europas war die sowjetische Stadt Leningrad. Die Sowjetunion hatte im Vorjahr den Medaillenspiegel der Spiele von München angeführt und sollte im September der laufenden Saison wieder Rang eins im Europacup erobern. Es war die fünfte Begegnung der beiden Länder und außer der ersten Begegnung 1958 in Augsburg hatte die UdSSR alle weiteren Vergleiche für sich entschieden. Gleichzeitig trafen sich am selben Ort auch die Frauen der beiden Länder zu einem eigenen Länderkampf.

## Wettbewerbe und Modus
Auf dem Programm stand neben den bei Länderkämpfen üblichen zwanzig Disziplinen wie im Vergleich der beiden Nationen des Vorjahrs zusätzlich noch das 20.000-Meter-Bahngehen. Aus dem olympischen Wettbewerbskatalog fehlten nur der Marathonlauf, die beiden Disziplinen im Straßengehen und der Zehnkampf. Am Start waren diesmal wieder zwei Vertreter je Land und Wettbewerb, die nach dem Standardsystem gewertet wurden.

## Ergebnis
Die sowjetischen Athleten zeigten sich durchgängig überlegen. Sechs Mal lagen sie bei drei Doppelerfolgen im Laufbereich vorn. Demgegenüber standen in diesem Bereich vier Disziplinsiege bei zwei Doppelerfolgen der bundesdeutschen Vertreter. Von den beiden Staffeln ging jeweils eine an jede Mannschaft. In den Kategorien Sprung und Wurf/Stoß gab es jeweils drei zu eins Siege für die UdSSR, die in den Sprüngen drei Doppelerfolge und im Bereich Wurf/Stoß einen Doppelerfolg erzielte. Damit lag die sowjetische Vertretung am Ende wieder vorn, mit 96 zu 124 Punkten mussten sich die bundesdeutschen Leichtathleten erneut geschlagen geben.

## Legende
Kurze Übersicht zur Bedeutung der Symbolik – so üblicherweise auch in sonstigen Veröffentlichungen verwendet:
| NMH | keine Höhe (No Mark)  |
| ogV | ohne gültigen Versuch |

## Resultate

### 100 m
| Platz | Athlet             | Land | Zeit (s) |
| ----- | ------------------ | ---- | -------- |
| 1     | Alexandr Korneljuk | URS  | 10,2     |
| 2     | Boris Istmestjew   | URS  | 10,3     |
| 3     | Jobst Hirscht      | FRG  | 10,4     |
| 4     | Klaus Ehl          | FRG  | 10,4     |

Datum: 16. Juni

### 200 m
| Platz | Athlet                 | Land | Zeit (s) |
| ----- | ---------------------- | ---- | -------- |
| 1     | Franz-Peter Hofmeister | FRG  | 20,9     |
| 2     | Alexander Schidkich    | URS  | 21,0     |
| 3     | Alexandr Korneljuk     | URS  | 21,1     |
| 4     | Manfred Ommer          | FRG  | 21,3     |

Datum: 17. Juni

### 400 m
| Platz | Athlet                 | Land | Zeit (s) |
| ----- | ---------------------- | ---- | -------- |
| 1     | Horst-Rüdiger Schlöske | FRG  | 47,3     |
| 2     | Hermann Köhler         | FRG  | 47,8     |
| 3     | Semjon Kotscher        | URS  | 48,1     |
| 4     | Waleri Judin           | URS  | 48,1     |

Datum: 16. Juni

### 800 m
| Platz | Athlet              | Land | Zeit (min) |
| ----- | ------------------- | ---- | ---------- |
| 1     | Wladimir Ponomarjew | URS  | 1:48,7     |
| 2     | Josef Schmid        | FRG  | 1:49,8     |
| 3     | Reiner Burmester    | FRG  | 1:49,9     |
| 4     | Jewgeni Wolkow      | URS  | 1:50,5     |

Datum: 17. Juni

### 1500 m
| Platz | Athlet              | Land | Zeit (min) |
| ----- | ------------------- | ---- | ---------- |
| 1     | Jewgeni Arschanow   | URS  | 3:49,8     |
| 2     | Paul-Heinz Wellmann | FRG  | 3:50,3     |
| 3     | Thomas Wessinghage  | FRG  | 3:51,2     |
| 4     | Nikolai Andreiew    | URS  | 3:51,3     |

Datum: 16. Juni

### 5000 m
| Platz | Athlet            | Land | Zeit (min) |
| ----- | ----------------- | ---- | ---------- |
| 1     | Harald Norpoth    | FRG  | 13:36,4    |
| 2     | Nikolai Swiridow  | URS  | 13:38,4    |
| 3     | Anatoli Badrankow | URS  | 13:39,0    |
| 4     | Manfred Steffny   | FRG  | 14:58,2    |

Datum: 16. Juni

### 10.000 m
| Platz | Athlet                 | Land | Zeit (min) |
| ----- | ---------------------- | ---- | ---------- |
| 1     | Raschid Scharafetdinow | URS  | 29:04,4    |
| 2     | Detlef Uhlemann        | FRG  | 29:06,0    |
| 3     | Pawel Andrejew         | URS  | 29:08,6    |
| 4     | Lutz Philipp           | FRG  | 30:03,8    |

Datum: 17. Juni

### 110 m Hürden
| Platz | Athlet                 | Land | Zeit (s) |
| ----- | ---------------------- | ---- | -------- |
| 1     | Jewgeni Mazepa         | URS  | 13,7     |
| 2     | Anatoli Moschiaschwili | URS  | 13,8     |
| 3     | Kurt Aubele            | FRG  | 14,1     |
| 4     | Eckart Berkes          | FRG  | 14,7     |

Datum: 17. Juni

### 400 m Hürden
| Platz | Athlet            | Land | Zeit (s) |
| ----- | ----------------- | ---- | -------- |
| 1     | Jauhen Haurylenka | URS  | 50,4     |
| 2     | Dmitri Stukalow   | URS  | 50,7     |
| 3     | Georg Nückles     | FRG  | 51,2     |
| 4     | Rolf Ziegler      | FRG  | 51,2     |

Datum: 16. Juni

### 3000 m Hindernis
| Platz | Athlet            | Land | Zeit (min) |
| ----- | ----------------- | ---- | ---------- |
| 1     | Willi Maier       | FRG  | 8:48,2     |
| 2     | Michael Karst     | FRG  | 8:50,0     |
| 3     | Alexander Morosow | URS  | 8:52,6     |
| 4     | Wladimir Dudin    | URS  | 8:55,4     |

Datum: 17. Juni

### 4 × 100 m Staffel
| Platz | Besetzung      | Land                                                                 | Zeit (s) |
| ----- | -------------- | -------------------------------------------------------------------- | -------- |
| 1     | Sowjetunion    | Alexandr Korneljuk Boris Istmestjew Juris Silovs Alexander Schidkich | 39,3     |
| 2     | BR Deutschland | Jobst Hirscht Klaus Ehl Manfred Ommer Franz-Peter Hofmeister         | 39,4     |

Datum: 16. Juni

### 4 × 400 m Staffel
| Platz | Besetzung      | Land                                                             | Zeit (min) |
| ----- | -------------- | ---------------------------------------------------------------- | ---------- |
| 1     | BR Deutschland | Hermann Köhler Falko Geiger Karl Honz Horst-Rüdiger Schlöske     | 3:15,2     |
| 2     | Sowjetunion    | Iwantschenko Semjon Kotscher Waleri Judin Alexander Brattschikow | 3:33,2     |

Datum: 17. Juni

### 20.000 m Bahngehen
| Platz | Athlet            | Land | Zeit (h)  |
| ----- | ----------------- | ---- | --------- |
| 1     | Bernd Kannenberg  | FRG  | 1:27:18,8 |
| 2     | Wiktor Wawilow    | URS  | 1:28:03,6 |
| 3     | Jauhen Iutschanka | URS  | 1:31:52,6 |
| 4     | Gerhard Weidner   | FRG  | 1:32:05,6 |

Datum: 16. Juni

### Hochsprung
| Platz | Athlet            | Land | Höhe (m) |
| ----- | ----------------- | ---- | -------- |
| 1     | Walentin Gawrilow | URS  | 2,16     |
| 2     | Wladimir Abramow  | URS  | 2,16     |
| 3     | Lothar Doster     | FRG  | 2,13     |
| 4     | Walter Boller     | FRG  | 2,10     |

Datum: 16. Juni

### Stabhochsprung
| Platz | Athlet            | Land | Höhe (m) |
| ----- | ----------------- | ---- | -------- |
| 1     | Jānis Lauris      | URS  | 4,80     |
| 2     | Juri Issakow      | URS  | 4,60     |
| NMH   | Volker Ohl        | FRG  | ogV      |
| NMH   | Reinhard Kuretzky | FRG  | ogV      |

Datum: 17. Juni

### Weitsprung
| Platz | Athlet              | Land | Weite (m) |
| ----- | ------------------- | ---- | --------- |
| 1     | Hans Baumgartner    | FRG  | 7,85      |
| 2     | Walerij Pidluschnyj | URS  | 7,60      |
| 3     | Hans-Jürgen Berger  | FRG  | 7,27      |
| 4     | Alexei Perewersew   | URS  | 7,07      |

Datum: 17. Juni

### Dreisprung
| Platz | Athlet                 | Land | Weite (m) |
| ----- | ---------------------- | ---- | --------- |
| 1     | Anatoli Boiko          | URS  | 16,62     |
| 2     | Walentyn Schewtschenko | URS  | 16,23     |
| 3     | Richard Kick           | FRG  | 15,52     |
| 4     | Ludwig Franz           | FRG  | 15,04     |

Datum: 16. Juni

### Kugelstoßen
| Platz | Athlet                 | Land | Weite (m) |
| ----- | ---------------------- | ---- | --------- |
| 1     | Waleri Woikin          | URS  | 19,83     |
| 2     | Alexander Baryschnikow | URS  | 19,36     |
| 3     | Ferdinand Schladen     | FRG  | 19,21     |
| 4     | Josef Forst            | FRG  | 18,63     |

Datum: 17. Juni

### Diskuswurf
| Platz | Athlet             | Land | Weite (m) |
| ----- | ------------------ | ---- | --------- |
| 1     | Klaus-Peter Hennig | FRG  | 60,64     |
| 2     | Wiktor Schurba     | URS  | 59,86     |
| 3     | Hein-Direck Neu    | FRG  | 59,40     |
| 4     | Vello Kuusemäe     | URS  | 57,92     |

Datum: 16. Juni

### Hammerwurf
| Platz | Athlet                | Land | Weite (m) |
| ----- | --------------------- | ---- | --------- |
| 1     | Anatolij Bondartschuk | URS  | 74,14     |
| 2     | Karl-Hans Riehm       | FRG  | 73,18     |
| 3     | Edwin Klein           | FRG  | 70,98     |
| 4     | Wassili Chmelewski    | URS  | 69,64     |

Datum: 17. Juni

### Speerwurf
| Platz | Athlet           | Land | Weite (m) |
| ----- | ---------------- | ---- | --------- |
| 1     | Jānis Lūsis      | URS  | 91,32     |
| 2     | Klaus Wolfermann | FRG  | 84,86     |
| 3     | Vilnis Feldmanis | URS  | 80,10     |
| 4     | Horst Timmer     | FRG  | 79,58     |

Datum: 16. Juni